# La maestra normal
La maestra normal es una película de Argentina filmada en Eastmancolor dirigida por Carlos Orgambide según su propio guion escrito en colaboración con Stella de la Rosa y Lucía Gálvez sobre la novela homónima de Manuel Gálvez que se estrenó el 21 de noviembre de 1996 y que tuvo como actores principales a Carolina Fal, Adrián Yospe, Pepe Soriano y Julieta Ortega.

## Sinopsis
Se desarrolla una aventura romántica entre un joven maestro que llega desde Buenos Aires a un pueblo riojano, y una muchacha con un pasado pecaminoso, quienes deben sortear las hipocresías, los odios y los comentarios de la gente del lugar.

## Reparto
- Carolina Fal
- Adrián Yospe
- Pepe Soriano
- Julieta Ortega
- Carolina Papaleo
- Facundo Ramírez
- Antonio Grimau
- Lidia Catalano
- María José Demare
- Roberto Carnaghi
- César Torres
- Susana Sacherini
- Silvia Amarfin
- Chango Valdez
- Luis Mercado
- Cristina Gaitán
- Miguel Díaz

## Comentarios
Sergio Wolf en Film escribió:

”…se diría que inaugura un innovar modo de construir el punto de vista en cine: hay alguien (Betiana Blum) que le cuenta una historia a otro (Gálvez) que a su vez es personaje de ese relato (???).”

Martín Pérez en Página 12 opinó:

”Pobre Manuel Gálvez. Estructurada por un sutil tejido de malas actuaciones, diálogos inverosímiles y acentos riojanos que van y vienen el film de Orgambide nunca encuentra un camino.”

Rafael Granado en Clarín dijo:

”La maestra que dio aquel mal paso. El relato no trepa a las vibraciones que su contenido requería.”